# Cueva de la Quebrada del Toro
Cueva de la Quebrada del Toro är en nationalpark i Falcón, Venezuela.